# The Baby-Sitters Club (película)
The Baby-Sitters Club (en América Latina y España: El club de las niñeras) es una película de comedia dramática estadounidense de 1995 dirigida por Melanie Mayron, siendo su debut como directora de cine. Está basada en la serie de novelas del mismo nombre de Ann M. Martin y trata sobre un verano en la vida de un grupo de chicas en la ciudad ficticia de Stoneybrook, Connecticut. La película se rodó en Los Ángeles, Altadena y Santa Clarita.
La película se estrenó el 18 de agosto de 1995, y recibió críticas en su mayoría positivas, recaudando un total de 9,6 millones de dólares, frente a su presupuesto de 6,5 millones.

## Trama
Han llegado las vacaciones de verano, y una chica llamada Kristy forma un club de niñeras con su grupo de amigas. Todo va a la perfección, hasta que llega el padre de Kristy después de muchos años de no verse, y le pide que guarde el secreto de su llegada a su madre y amigas. Kristy empieza a ver en secreto a su padre todos los días para recuperar los años perdidos con él, pero haciendo eso, empieza a descuidar al club y a sus amigas. Además, las chicas comienzan a vivir diversas situaciones, como tener que realizar un campamento de verano junto con varios niños traviesos a los que deben cuidar, buscar una nueva base, ya que la habitación de Claudia se les empieza a quedar pequeña para sus reuniones, y enfrentarse a situaciones amorosas y románticas.

## Elenco
- Schuyler Fisk como Kristy Thomas
- Bre Blair como Stacey McGill
- Rachael Leigh Cook como Mary Anne Spier
- Zelda Harris como Jessi Ramsey
- Tricia Joe como Claudia Kishi
- Larisa Oleynik como Dawn Schafer
- Stacey Linn Ramsower como Mallory Pike
- Ellen Burstyn como la Señora Haberman
- Brooke Adams como Elizabeth Thomas-Brewer
- Austin O'Brien como Logan Bruno
- Aaron Michael Metchik como Alan Gray
- Marla Sokoloff como Cokie Mason
- Colleen Camp como Maureen McGill
- Peter Horton como Patrick Thomas
- Christian Oliver como Luca
- Vanessa Zima como Rosie Wilder
- Bruce Davison como Watson Brewer
- Jess Needham como Karen Brewer
- Asher Metchik como Jackie Rodowsky
- Natanya Ross como Grace Blume
- Kyla Pratt como Becca Ramsey
- Scarlett Pomers como Suzi Barrett

## Recepción
The Baby-Sitters Club fue uno de los dos estrenos cinematográficos a nivel nacional del fin de semana del 18 de agosto de 1995. Sufrió un debut decepcionante, comenzando en noveno lugar con 3 millones de dólares, lo que la colocó detrás de Mortal Kombat. Su recaudación total fue de 9,6 millones de dólares, siendo un éxito moderado en taquilla. Además, la película fue en general muy bien recibida tanto por la crítica como por el público.